# Nowooserne
Nowooserne (ukrainisch Новоозерне; russisch Новоозёрное/Nowoosjornoje) ist eine Siedlung städtischen Typs in der Autonomen Republik Krim mit 7.200 Einwohnern (2011).

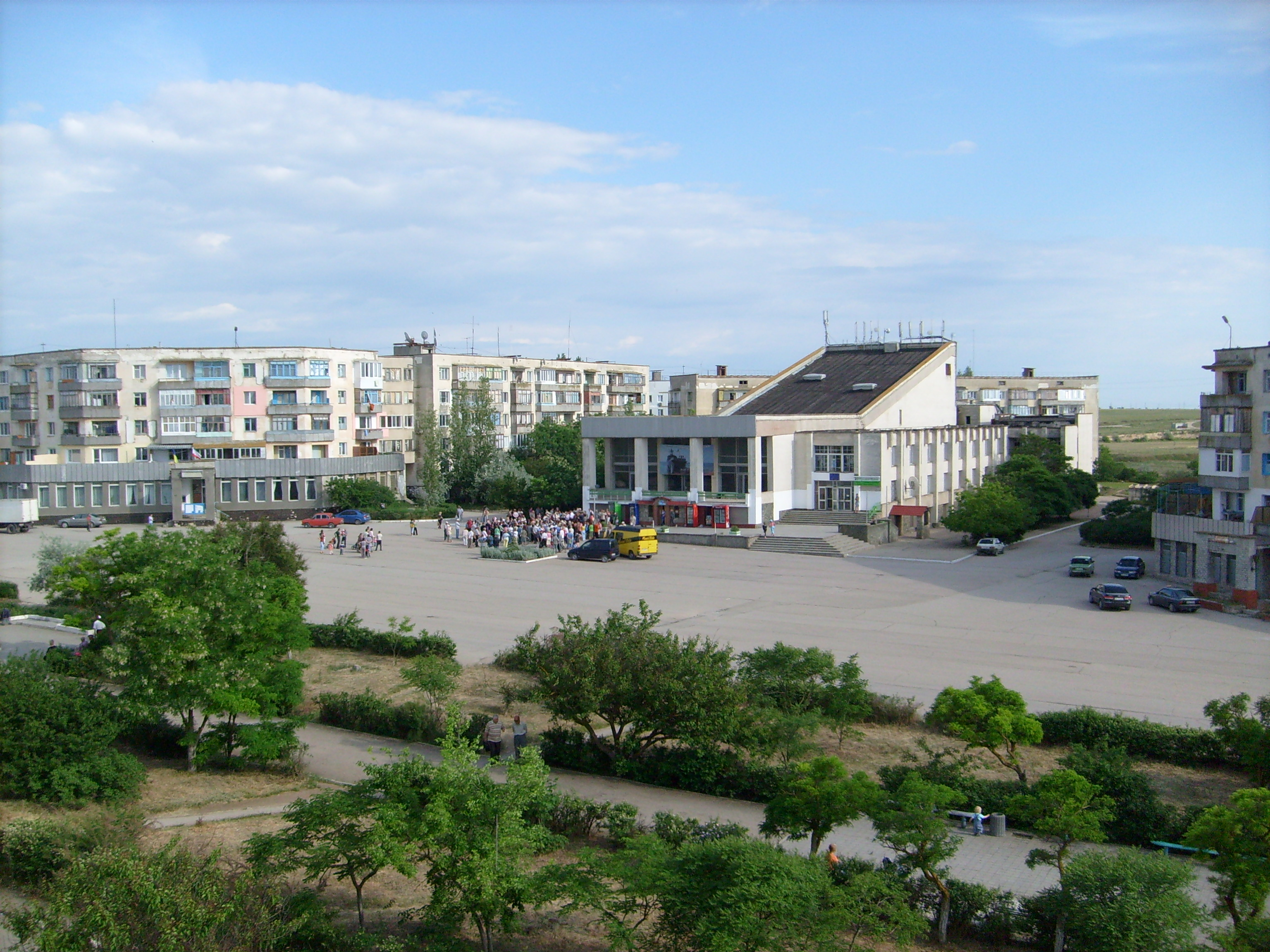
Innenstadt

## Geschichte
Das 1971 im Zusammenhang mit der Anlegung eines Kanals vom Schwarzen Meer zum Donuslaw-See gegründete Siedlung besitzt seit 1977 den Status einer Siedlung städtischen Typs.

## Geographie
Nowooserne liegt im Rajon Saky im Nordwesten der Halbinsel Krim am Ufer des 47 km² großen Donuslaw-See, der über einen Kanal mit dem Schwarzen Meer verbunden ist. Administrativ zählt Nowooserne zur Stadtratsgemeinde der 34 km südöstlich liegenden Stadt Jewpatorija.

## Infrastruktur
Die Ortschaft ist ein Garnisonsstandort mit einem Seehafen, der Marinestützpunkt und Heimathafen von Schiffen der ukrainischen Marine war. Mit der Annexion der Krim übernahmen 2014 die russischen Streitkräfte den Militärstandort.
Nordöstlich von Nowooserne befindet sich die erste  in der Ukraine gebaute industrielle Windkraftanlage.